# 조지훈 (정치인)
조지훈(曺志訓, 1968년 9월 30일 ~ , 전북특별자치도 전주시)은 대한민국 정치인이다. 제9대 전라북도 전주시의회 의장이었으며 제11, 12대 전라북도경제통상진흥원장이다.

## 학력
- 전주동초등학교 졸업
- 전주덕진중학교 졸업
- 동암고등학교 졸업
- 전북대학교 상과대학 무역학과 학사
- 전북대학교대학원 행정학과 석사
- 전북대학교대학원 행정학과 박사과정 수료

## 경력
- 전북 기독교사회운동연합 정책국장
- 열린우리당 전북도당 청년위원장
- 1998.7 ~ 2002.6 제6대 전라북도 전주시의회 의원
- 2002.7 ~ 2006.5 제7대 전라북도 전주시의회 의원
- 2006.6 ~ 2010.6 제8대 전라북도 전주시의회 의원
- 2008.7 ~ 2010.6 제8대 전라북도 전주시의회 부의장
- 2010.7 ~ 2012.6 제9대 전라북도 전주시의회 의장
- 2010.7 ~ 2012.6 전주의제21 공동대표
- 2010.7 ~ 2012.6 전국시군자치구 의장협의회 부회장
- 2010.7 ~ 2012.6 전라북도 시군의장단협의회 회장
- 2010.7 ~ 2013.12 제9대 전라북도 전주시의회 의원
- 2011.11 전북대학교 초빙교수
- 2013.8 은행나무가 꿈꾸는 도시 공동대표
- 2013.11 김근태 재단 운영이사
- 2014.1 안중근의사기념사업회 집행위원
- 2018.12 ~ 2021.7 제11, 12대 전라북도경제통상진흥원장

## 수상
- 2012년 - 전북일보 선정 올해의 전북인
- 2013년 - 제2회 유권자의 날 기념 유권자 시민행동 선정 유권자 대상

## 저서
- 대형마트를 넘어 자치경제로!(2014)
- 전주니까 조지훈(2022)